# Brookula
Brookula là một chi ốc biển nhỏ, là động vật thân mềm chân bụng sống ở biển trong họ Liotiidae.